# 秀山駅 (福州市)
秀山駅（しゅうざんえき）は中華人民共和国福建省福州市晋安区にある福州地下鉄1号線の駅。2017年1月6日に開業した。

## 駅構造
島式ホーム1面2線を有する地下駅であり、出口は2か所ある。

### 駅階層
| 地面    |                              | 出入口                           |
| 地下1階 | ホール                       | 改札口、駅事務所                 |
| 地下2階 | ■1番線                       | → ← ■1号線 象峰方面 （象峰）     |
| 地下2階 | 島式ホーム、左側のドアが開く |                                  |
| 地下2階 | ■2番線                       | → ■1号線 三江口方面 （羅漢山） → |

## 駅周辺
駅周辺は住宅地と開発予定の用地が多い。住宅団地や広場へは歩くことができる。

## 歴史
- 2012年5月23日 - 駅舎工事が開始される[3]。
- 2012年10月3日 - 駅舎工事の第2期が開始される[4]。
- 2014年10月14日 - 秀山〜羅漢山間のトンネルが貫通する[5]。
- 2017年1月6日 - 開業[1][2]。

## 隣の駅
福州地下鉄
■1号線
象峰駅 - 秀山駅 - 羅漢山駅